# Los viajes de Gulliver (película de 2010)
Los viajes de Gulliver (en inglés: Gulliver's Travels), es una película de comedia fantástica de 2010 dirigida por Rob Letterman y basada libremente en la novela del siglo XVIII con el mismo nombre de Jonathan Swift, aunque la película tiene lugar en la era moderna. La película está protagonizada por Jack Black, Emily Blunt, Jason Segel, Billy Connolly, Catherine Tate y Amanda Peet como Darcy Silver y es distribuida por la 20th Century Fox. Originalmente fue programada para estrenarse el 4 de junio de 2010, pero fue aplazada al 24 de diciembre y más tarde cambió de nuevo al 22 de diciembre del mismo año. 20th Century Fox anunció el 23 de marzo de 2010 que la película se convertiría en 3D. El 13 de diciembre, 20th Century Fox anunció que volvería a mover la fecha de lanzamiento, esta vez al 25 de diciembre de 2010.

## Argumento
Lemuel Gulliver (Jack Black) se presenta como el jefe de un recién llegado llamado Dan (T. J. Miller), pero este es ascendido y ahora es el nuevo jefe de Gulliver. Profundamente deprimido en su trabajo sin fin en la sala de correo de un periódico de Nueva York, Gulliver decide hablar con la periodista Darcy Silverman (Amanda Peet). Él la convence de que él podría escribir un informe acerca de sus (falsos) amplios "viajes" por el mundo diciendo que su sueño es convertirse en un escritor. Después de sufrir el bloqueo del escritor, se plagia un informe de otras publicaciones en Internet. Al día siguiente, impresionada por su escritura, Darcy presenta a Gulliver una nueva tarea, viajar al Triángulo de las Bermudas y escribir un artículo que confirma que la leyenda de que los buques que desaparecen misteriosamente en el área y que supuestamente está siendo causado por extraterrestres lo cual no es cierto. 
A su llegada a las Bermudas, Gulliver alquila un barco y viaja en el triángulo. Está atrapado en una extraña tormenta y el barco finalmente es absorbido por un remolino de agua invertido. Gulliver llega inconsciente en la orilla de Lilliput, donde es inmediatamente confirmado como una "bestia" por la pequeña población de la ciudad. Es capturado y encarcelado en una cueva, los ciudadanos lo consideran peligroso debido a su enorme tamaño. Aquí, se encuentra con otro prisionero llamado Horacio (Jason Segel), quien fue encarcelado por el general Edward (Chris O'Dowd), porque se enamoró de la princesa María de Lilliput (Emily Blunt), mientras que Edward la quiere para sí mismo. Un grupo de Blefuscianos (pueblo contrario de los lilliputianos) secuestran a la princesa María, Gulliver consigue liberarse gracias a Horacio y luego rescata a la princesa de su secuestro. Gulliver también salva a su padre, el Rey Benjamín (Billy Connolly) orinando sobre el incendio donde se encontraba atrapado.
Gulliver es declarado un héroe por los ciudadanos de Lilliput y constituye un acuerdo de mentiras diciendo que él es el Presidente de los Estados Unidos y una leyenda viviente en su tierra natal. Llegando a decir incluso que el vicepresidente de los Estados Unidos es Yoda, el personaje ficticio de la saga de películas Star Wars. Edward, sin embargo, se enfurece por el alojamiento de lujo que recibe, incluso se presenta como un general de honor del ejército lilliputense. Cuando la gente del pueblo encuentra el barco de Gulliver y sus cosas, Gulliver encuentra mensajes de correo de voz de Darcy muy enojada, diciéndole que tiene que tomar su lugar y viajar a Bermudas ahora, y que también se enteró de su plagio y que ella ya no quiere ser su amiga. 
Más tarde los Blefuscianos invaden en sus barcos Lilliput gracias a que el general Edward desactiva los sistemas de defensa del Reino, aunque Gulliver se deshace fácilmente de los barcos gracias a su inmenso tamaño. Unos días más tarde los Blefuscianos invaden Lilliput nuevamente y con el robot armado de Edward hacen que Gulliver admita a la gente que él es "sólo el hombre del correo en la habitación" y nada más. Edward destierra a Gulliver dejándolo a las orillas de Brobdingnag ("la isla a la que nadie se atreve a ir"), donde es capturado por una niña gigante y obligado a convertirse en su muñeco. Darcy es entonces encarcelada por los lilliputienses cuando se pierde en el Triángulo de las Bermudas de la misma manera que Gulliver. Horacio, que ha ido a Brobdingnag después de haber sido rechazado por María, revela a Gulliver que Darcy es encarcelada. Gulliver escapa con él, utilizando un paracaídas que tomó de un piloto de la Fuerza Aérea de los Estados Unidos muerto (parodia del vuelo 19 perdido en el triángulo), que también había sido usado como muñeco por la niña hasta su muerte.
Una vez más, acepta un duelo de Edward, Gulliver en última instancia, lo vence con la ayuda de Horacio, que desactiva el arma para electrocutar de la máquina. Horacio es llamado héroe y consigue el permiso del rey Benjamín a la corte de la princesa. Edward, llegando a un punto de locura, amenaza con matar a la princesa, pero la princesa, finalmente, tiene suficiente de Edward, y lo golpea en la frustración. Gulliver entonces ayuda a hacer la paz entre las naciones rivales, Gulliver junto con Darcy, vuelven a Nueva York en su barco reparado. Se revela que más tarde se convierten en pareja y escritores de ficción con éxito en Nueva York, escribiendo sobre sus experiencias en Lilliput.

## Elenco
- Jack Black es Lemuel Gulliver.
- Emily Blunt es Princesa Mary.
- Jason Segel es Horacio.
- Amanda Peet es Darcy Silverman.
- T. J. Miller es Dan.
- Catherine Tate es Reina Isabelle.
- Billy Connolly es Rey Benjamin.
- James Corden es Jinks.
- Chris O'Dowd es Edward.

## Producción
En una entrevista en enero de 2010 en el programa, The Late Late Show con Craig Ferguson, Segel explicó que su personaje pasa la mayor parte de la película en el bolsillo de la camisa de Black. La película cuenta con sonido Surround 7.1 en los cines selectos. El nombre del país rival de Liliput, Blefuscu, también se cambió a Blefuscia. El rodaje del palacio real de Lilliput se encontraba en el Palacio de Blenheim.

## Mercadotecnia
El tráiler oficial de Los viajes de Gulliver fue lanzado el 4 de junio de 2010 y adjunto a Marmaduke un día después. El segundo tráiler fue lanzado el 5 de noviembre de 2010 y también se adjuntó con Megamente. Como premio en el programa de televisión Survivor: Nicaragua, cuatro de sus participantes fueron capaces de ver la película antes de su lanzamiento.
Un cuarto corto de Ice Age, Scrat's Continental Crack-up, fue lanzado con Los viajes de Gulliver. El corto es una parodia de la deriva continental, y se centra en una explicación alternativa de humor para la creación de los continentes. También aludió a la última película de Ice Age que salió en 2012.

## Recepción
Los viajes de Gulliver ha recibido críticas generalmente negativas. En Rotten Tomatoes, la película tiene una puntuación de 21%, basado en 100 comentarios, con el consenso "Aunque Jack Black está de vuelta haciendo lo que mejor sabe hacer, Los viajes de Gulliver en gran medida no hace justicia a su material de origen, sino que confía en menos humor y efectos especiales". El promedio de los críticos es 3.9/10. The Observer calificó de "verdaderamente grave" mientras que The Guardian le dio 2 de 5 estrellas para una "versión quitado los colmillos" de la película. New Jersey On-Line lo calificó como una "adaptación equivocada de un clásico", con "terribles efectos especiales", Variety llamó a la película "suave" y el New York Daily News le otorgó 2,5 estrellas de 5, llamando al rendimiento de Black: "es tan perezoso y familiar". The Hollywood Reporter comentó que "cualquier sentido de la diversión se escurre lentamente ya que la película insiste en destacar los efectos sobre el carácter y la historia" mientras que Time Out le dio dos estrellas de 5, al comentar que la película "gira entre las sonrisas muy ligeramente y el argumento no es divertido". The Christian Science Monitor la llamó: "una película de tal ininspiración estupenda" y que era "monumentalmente espantosa" y el San Francisco Chronicle que dio 2.5 de 5 estrellas, que calificó de "linda", pero "el sueño que induce". Slant Magazine calificó la película con 1,5 estrellas de 5 y Empire la calificó con 2 de 5 estrellas y comento que era: "una comedia de bajo grado que tendrá a Jonathan Swift revolviéndose en su tumba".
Otros críticos fueron menos duros, aunque no alaban a la película. Roger Ebert afirmó que el conocimiento de para quienes la película es, y para quienes no, podría ayudar a los espectadores y lo agradecerán. Él le dio a la película tres de cuatro estrellas, diciendo: "Yo quiero andar con cuidado aquí, y no porque pueda pisar un lilliputiense y aplastarlo". Algunas actuaciones fueron elogiadas en la película, sobre todo Chris O'Dowd, que se le comparó con John Cleese y Nigel Hawthorne "en la creación del simpático malo Edward".

### Premios
La actuación de Jack Black en la película le valió una nominación en los Premios Golden Raspberry en la categoría: "Peor Actor", mismo que perdió ante Ashton Kutcher por su actuación en Killers y Valentine's Day. Black ha recibido una nominación a los Premios Nickelodeon's Kids Choice en la categoría: "Actor de Película Favorito".

## Parodias
- Star Wars: al principio de la película cuando Gulliver juega con unos muñecos de Star Wars haciendo que digan cosas graciosas entre ellos. Y cuando en el Reino de Liliput crean un teatro gracias a Gulliver, una de las obras es la película Star Wars: Episode V - The Empire Strikes Back.
- Titanic: en el teatro de Liliput, parodian la escena en la que Jack y Rose flotan en una puerta luego de que el Titanic se hunde.
- El vuelo 19: cuando Gulliver encuentra al piloto muerto en la casa de la niña gigante y le roba el paracaídas para escapar de la casa.
- Avatar: es parodiada como "Gavatar".
- Calvin Klein: es parodiada como "Galvin Klein".
- X-Men Origins: Wolverine: es parodiada como "Orígenes:Gulverine".
- Glee: es parodiada como Gulee.
- Wicked: es parodiada como Guicked.
- Rolex: la marca de relojes es parodiada como "Golex".
- Michael Jackson: aparece en un anuncio con la pose de "Number Ones" y con un guante gigante es parodiado como "Michael Guliackson".
- iPad: es parodiado como "gPad" en un anuncio.